# Селиште Костајничко
Селиште Костајничко је насељено место у саставу града Костајнице, у Банији, Република Хрватска.

## Историја
Селиште Костајничко се од распада Југославије до августа 1995. године налазило у Републици Српској Крајини.

## Становништво
Насеље је према попису становништва из 2011. године имало 102 становника.
| Националност       | 1991.        |
| Хрвати             | 142 (89,30%) |
| Срби               | 14 (8,80%)   |
| Југословени        | 2 (1,25%)    |
| остали и непознато | 1 (0,62%)    |
| Укупно             | 159          |